# Phalonidia dysmorphia
Phalonidia dysmorphia es una especie de polilla del género Phalonidia, categorizada en la tribu Cochylini, de la subfamilia Tortricinae.

## Distribución
Se distribuye por América del Sur: Bolivia, en la ciudad de Cochabamba.

## Taxonomía
Fue descrita por Clarke en 1968.
Tratamiento taxonómico
La especie aparece registrada y publicada en Proc. U.S. natn. Mus. 125: 47.